# Lola Rodríguez Aragón
Dolores "Lola" Rodríguez Aragón (Logronyo, 29 de setembre de 1910 - Pamplona, 30 d'abril de 1984) va ser una soprano operística espanyola i professora de cant.

## Trajectòria
Va ser deixebla d'Elisabeth Schumann i va començar a actuar molt jove a París, juntament amb el compositor Joaquín Turina, que la considerava la seva filla espiritual. Com a soprano va interpretar a Mozart, Schubert, Falla, Joaquín Rodrigo i altres grans compositors. Joaquín Rodrigo va escriure per a la cantant el Romance del comendador d'Ocaña, amb text literari d'Antonio Tovar.
Va ser gran intèrpret de lieder i va estrenar música espanyola no només a Espanya, sinó també fora d'Espanya. Com a cantant d'òpera, va començar a actuar el 1945 al Teatre Nacional de Sant Carles de Lisboa i en obres com La vida breve de Falla o Les noces de Fígaro de Mozart. Animada per l'èxit, va organitzar a Madrid les denominades Temporades Oficials d'Òpera. Va ser una gran divulgadora a Espanya de la música de Mozart.
El 1970 va acceptar una invitació de l'Institut Superior d'Art del Teatre Colón de Buenos Aires per fer un curs de cant de cinc mesos de durada. A la tornada, el mateix any, va fundar a Madrid, l'Escola Superior de Cant, dirigida per ella mateixa fins a la seva jubilació el 1980, i el cor de l'Escola, posteriorment convertit en el Cor Nacional d'Espanya. Va acomplir una transcendental tasca com a pedagoga musical i entre els seus deixebles figuren cantants de la talla de Teresa Berganza, Ana Higueras, Jorge Chaminé, Maria de los Ángeles Morals, Ana María Iriarte, Ángeles Chamorro, Maria Orán, Blanca Seoane, Isabel Penagos i Teresa Tourné. Va morir el 30 d'abril de 1984 i va ser sepultada a la mateixa tomba que la seva parella, la pintora Marisa Roesset Velasco, a la Sacramental de Sant Isidre.